# الیویه مسیان
الیویه اوژن شارل پروسپر مسیان (فرانسوی: Olivier Eugène Charles Prosper Messiaen‎، زادهٔ ۱۰ دسامبر ۱۹۰۸ در اوینیون - درگذشتهٔ ۲۷ آوریل ۱۹۹۲ در کلیشی) آهنگساز، ارگ نواز و پرنده‌شناس فرانسوی و یکی از تأثیرگذارترین آهنگسازان قرن بیستم بود. موسیقی مسیان دارای ضرب‌آهنگی پیچیده است. به لحاظ هماهنگی و آهنگ، او از سیستمی به نام «حالت انتقال محدود» استفاده می‌کند که انتزاعی از ترکیب‌بندی‌ها و بداهه‌پردازی‌های اولیه خودش است. او برای موسیقی مجلسی، موسیقی آوازی، تک‌نوازی ارگ و پیانو آهنگ ساخته‌است. مسیان با سازهای الکترونیک بدیع در اروپا نیز کارهایی تجربی به انجام رساند.

## زندگی

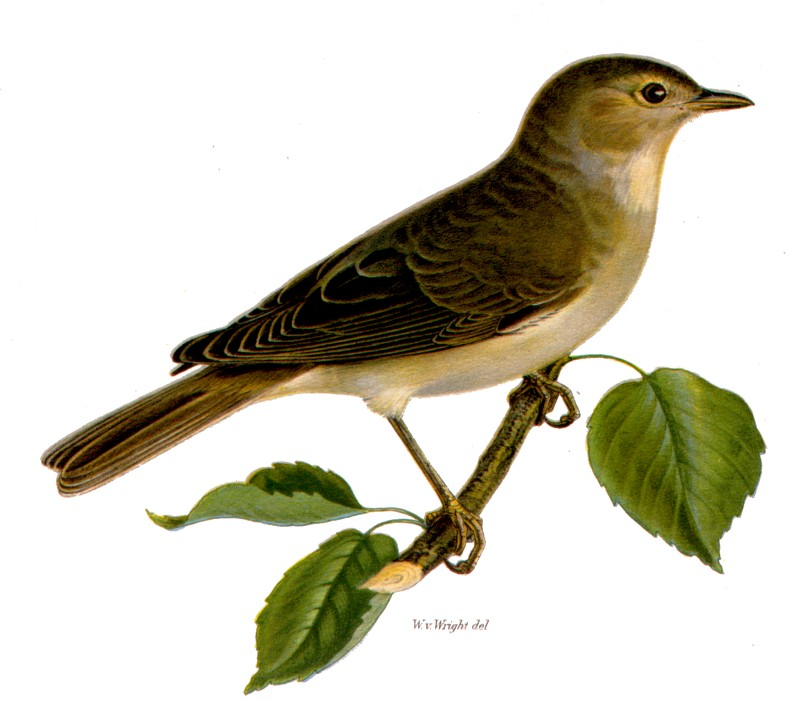
چکاوک الهام‌بخش مسیان در آفرینش قطعه «چکاوک باغ‌ها» برای پیانو بوده‌است.

مسیان در سن ۱۱ سالگی وارد کنسرواتوار پاریس شد و از پل دوکا، موریس امانوئل، شارل-ماری ویدور و مارسل دوپره درس گرفت. او در ۱۹۳۱ به عنوان ارگ نواز در کلیسای سانتا ترینیته پاریس شروع به کار کرد و تا باقی عمر به مدت ۶۱ سال در این سمت بود. او همچنین در دهه ۱۹۳۰ در مدرسه کانتوروم پاریس تدریس می‌کرد. پس از سقوط فرانسه در سال ۱۹۴۰، مسیان به مدت ۹ ماه در اردوگاه اسرای جنگی آلمانی بازداشت شد و در این مدت «کوارتت برای آخرالزمان» را برای چهار ساز ساخت؛ این قطعه ابتدا توسط مسیان و سایر زندانیان برای زندانیان و زندانبانان اجرا شد. او بلافاصله پس از آزادی در سال ۱۹۴۱ در سمت استادی هارمونی و در سال ۱۹۶۶ به عنوان استاد آهنگسازی در کنسرواتوار پاریس تا زمان بازنشستگی در ۱۹۷۸ تدریس کرد. از شاگردان برجستهٔ او یانیس زناکیس، پی‌یر بولز و کارل هاینز اشتوکهاوزن را می‌توان نام برد. 

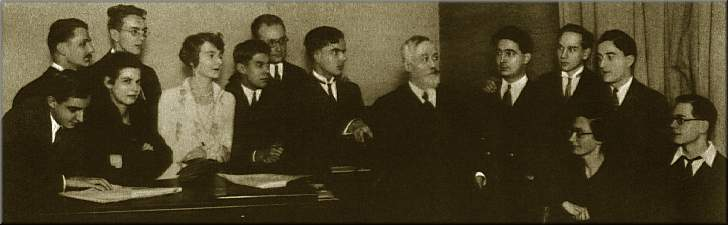
الیویه مسیان (نفر اول سمت راست) در کلاس پل دوکا در هنرستان موسیقی پاریس

## آواز پرنده
مسیان آواز پرندگان را به نت درآورد؛ از آن جمله «کاتالوگ پرندگان» برای پیانو و «سار سیاه» برای فلوت و پیانو را می‌توان مثال زد.

## برخی از آثار
- دفتر ارگ
- چهار نوازی برای پایان دنیا
- آثار فراوان مذهبی
- چهار اتود ریتم
- «سار سیاه» برای فلوت و پیانو
- «پرنده عجیب» برای پیانو
- هفت «هایی کایی»

## زندگی‌نامه مسیان در تارنماهای
- bbc
- messiaen2008
- musicologie
- oliviermessiaen